# Bistica noela
Bistica noela är en fjärilsart som beskrevs av Druce 1892. Bistica noela ingår i släktet Bistica och familjen nattflyn. Inga underarter finns listade i Catalogue of Life.